# آرتور گینتر
آرتور گینتر (انگلیسی: Arthur Ginter؛ زادهٔ ۲۰ مهٔ ۱۸۹۸ - درگذشته نامشخص) بازیکن فوتبال اهل لوکزامبورگ بود.
وی همچنین در تیم ملی فوتبال لوکزامبورگ بازی کرده‌است.